# Dreamland Margate
Pour les articles homonymes, voir Dreamland.
Dreamland Margate est un parc d'attractions situé dans la station balnéaire de la ville de Margate, dans le Kent, en Angleterre.

## Histoire

Entrée de Dreamland Margate

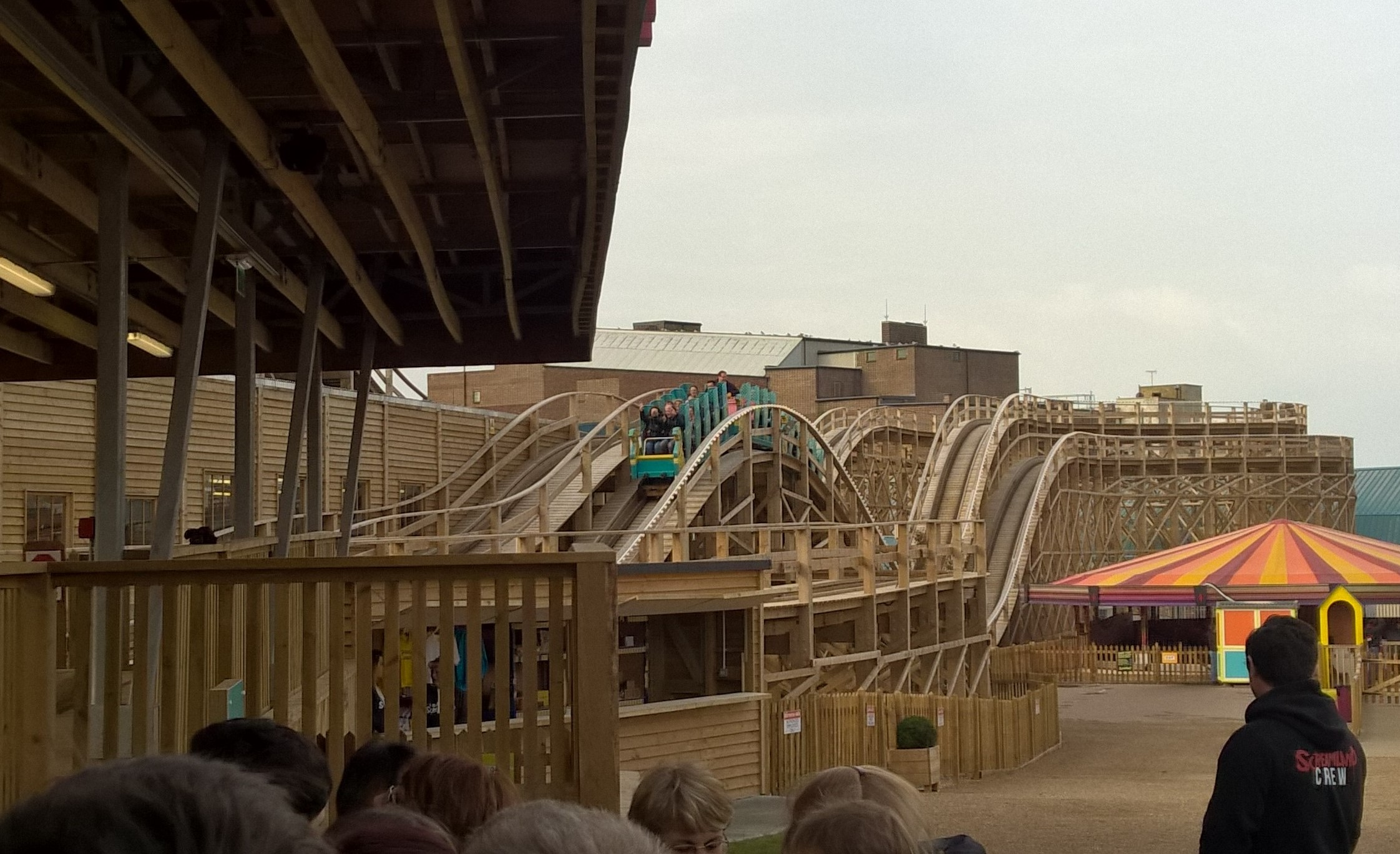
Scenic Railway

Dreamland ouvre en 1920, il possède d'ailleurs le plus vieux parcours de montagnes russes du pays, le Scenic Railway.
En 1981, Dreamland fut racheté par les Bembom Brothers, qui possédait plusieurs parcs européens et qui renommèrent celui-ci "Bembom Brothers White Knuckle Theme Park", et lui fixèrent un prix d'entrée. Plusieurs attractions furent alors ajoutées dont le "Looping Star", et le "Mary Rose". En 1990, le nom Dreamland fut réinstauré et en 1996, il fut racheté par Jimmy Godden, opérateur des parcs Folkestone's Rotunda Amusement Park et Ramsgate Pleasure Park.
En 2003, Godden annonça la fermeture du parc et sa destruction pour faire du terrain une zone commerciale. Dreamland fut vendu à la Margate Town Centre Regeneration Company en 2005 pour 20 millions de livres. Un groupe de résidents et de fans du parc ont alors créés la Save Dreamland Campaign. Proposant de transformer Dreamland en un parc d'attractions - musée où serait exposés d'anciennes attractions issues des parcs d'attractions anglais. Ainsi, plusieurs manèges ont pu être récupérés.
Le parc est rouvert au public le 19 juin 2015 avec 17 attractions restaurées.
Le 15 octobre 2015, le parc remet en fonctionnement les montagnes russes en bois Scenic Railway après reconstruction.
En 2020, l'attraction Crash Blork de type Air Race de Zamperla ouvre au parc Spirou. Il s'agit d'une attraction de seconde main provenant de Dreamland Margate.
En février 2022, la signalétique du cinéma Dreamland a été modifiée pour que le bâtiment puisse servir de décor au film de Sam Mendes Empire of Light.